# Julius Hirsch
Julius Hirsch (7 de abril de 1892 - declarado muerto el 8 de mayo de 1945) fue un futbolista internacional olímpico alemán judío que fue asesinado en el campo de concentración de Auschwitz durante el Holocausto. Ayudó al Karlsruher FV a ganar el campeonato alemán de fútbol de 1910, y también jugó para la selección de fútbol de Alemania, y en los Juegos Olímpicos de verano de 1912. Luego se unió a la Spielvereinigung Greuther Fürth, con la cual ganó el campeonato Alemán de Fútbol de 1914.

## Biografía
Hirsch nació en Achern, y luego vivió en Karlsruhe, fue el séptimo hijo de un comerciante judío.
En 1898 ingresó a la escuela en Karlsruhe y se graduó con un certificado de estudios secundarios. Luego asistió a la escuela de comercio y completó un aprendizaje de dos años como comerciante en el negocio de cueros de Freud y Strauss en Karlsruhe el 1 de octubre de 1908. Continuó trabajando en ese negocio hasta el 22 de marzo de 1912.
Se unió al Karlsruher FV a la edad de diez años. 

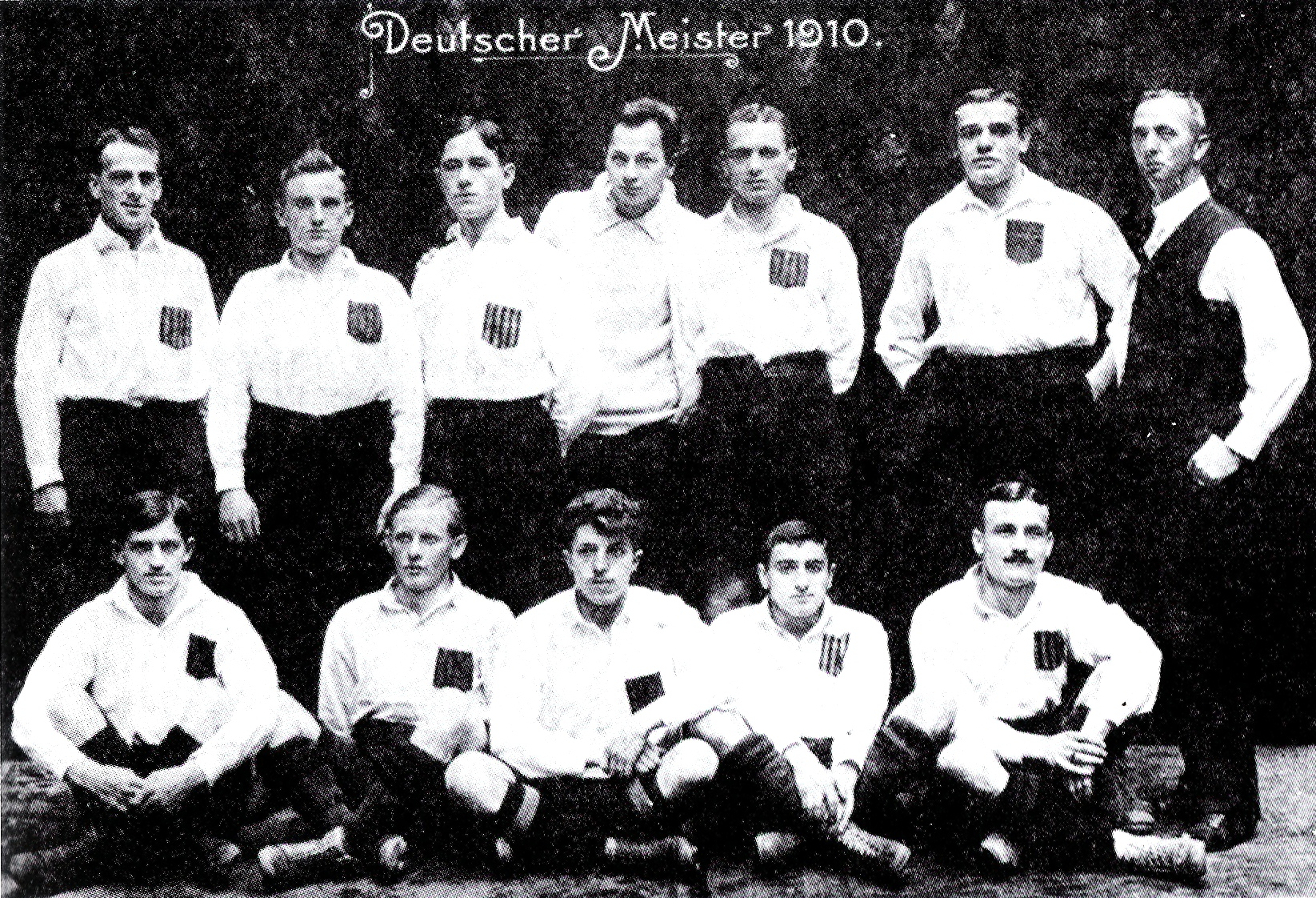
Karlsruher FV en 1910, con Hirsch abajo a la derecha, uno del final.

Junto con Fritz Förderer y Gottfried Fuchs, Hirsch formaron un trío de ataque. Apodado "Juller", era un mediocampista/ delantero dinámico conocido por su estilo de ataque, su tiro duro y su potente pie izquierdo. Ayudó al Karlsruher FV a ganar el campeonato alemán de fútbol de 1910.
Después de unirse a Fürth en 1913, ganó el campeonato de fútbol alemán de 1914 con ellos al año siguiente.
Hirsch fue el primer jugador judío en representar a la selección de fútbol de Alemania, a la que se unió a los 18 años en 1911. Jugó en varios partidos para Alemania, incluso en los Juegos Olímpicos de 1912 en Estocolmo, Suecia. Hirsch anotó cuatro goles para Alemania contra Holanda en 1912, convirtiéndose en el primer alemán en marcar cuatro goles en un solo partido.
Hirsch se alistó y sirvió durante cuatro años en el ejército alemán en la Primera Guerra Mundial, y fue condecorado con la Cruz de Hierro.  Su hermano Leopold murió en acción en 1916, también luchando para el ejército alemán.
Hirsch retomó su actividad con el Karlsruher FV a partir de 1919. Sin embargo, el club no pudo volver a sus éxitos anteriores. Hirsch finalmente terminó su carrera futbolística activa en 1925. Permaneció en el club como entrenador de juveniles. Además de sus dos títulos de liga había celebrado cuatro campeonatos del sur de Alemania, jugó siete veces para la selección alemana, incluidas dos en los Juegos Olímpicos. 
Se casó con Ella Karolina Hauser en 1920. Esta era nativa de Karlsruhe, hija de un posadero de Heidelsheim; era sombrerera profesional y trabajaba como jefa de ventas en una tienda de ropa. De este matrimonio nacieron los hijos Heinold Leopold (* 1922 - † 1996) y Esther Carmen (* 1928 - † 2012). Ella Hauser era protestante, pero sus hijos, sin embargo, recibieron una educación judía. Después del nacimiento de su hijo, la familia vivió en Kaiserallee 123 en Weststadt, luego se mudó a Murgstraße 7 en Karlsruhe-Weiherfeld en 1934.
En 1926, Berthold Hirsch, el padre, vendió sus acciones a sus dos hijos, Max y Julius. Al año siguiente, Gottfried Fuchs, compañero de viaje de Julius Hirsch en la KFV y fabricante de madera en el marco de su actividad profesional, también adquirió acciones de la empresa. Cuando su padre murió en 1931, los dos hermanos se convirtieron en los únicos socios. La empresa, sin embargo, tuvo que ser liquidada por reclamaciones derivadas de una garantía dada por Max Hirsch, y el 10 de febrero de 1933 se abrió un procedimiento de quiebra. Julius Hirsch perdió así su puesto como director de la Deutsche Signalflaggenfabrik.
Buscando trabajo, Hirsch se fue brevemente a Suiza, luego a Francia, pero sin darse de baja de Karlsruhe. En Alsacia, el 15 de junio de 1933, asumió el cargo de entrenador en el F.A. Illkirch-Graffenstaden. Al regresar de Francia el 25 de marzo de 1934, intentó encontrar un trabajo como entrenador, pero aunque pudo presentar certificados de diferentes instituciones, en particular el emitido por Ivo Schricker, excofundador y jugador de Karlsruher FV, quien se convirtió en Secretario General de la FIFA, no se le ofreció ninguna posibilidad. Ahora sin club, se unió al club judío Turnclub 03 Karlsruhe, organizado dentro de la federación deportiva "Schild" (escudo) del Reichsbund jüdischer Frontsoldaten (Asociación del Reich de soldados judíos), donde trabajó tanto como jugador como entrenador.
A nivel profesional, trabajó desde el 1 de abril de 1934 como representante de ventas de manufacturas y ropa blanca, luego desde el 18 de mayo como asistente contable de la fábrica judía de celulosa y papel Vogel & Schnurmann. Después de la arianización de esta empresa el 1 de abril de 1938, estuvo brevemente empleado como aserrador, antes de perder su trabajo nuevamente el 30 de junio de 1938. Un intento de unirse a la liga nacional suiza como entrenador de fútbol fracasó en ese momento.

## Muerte

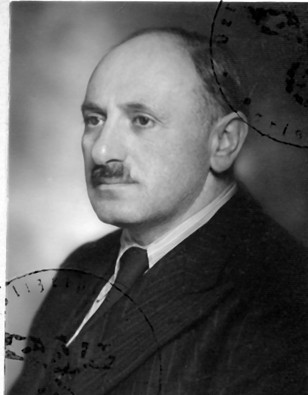
Julius Hirsch en 1938.

Al leer en un periódico el 10 de abril de 1933 que todos los clubes de Alemana Meridional prohibirían a los miembros judíos, Hirsch dejó el KFV por su propia elección después de más de 30 años como miembro. En una carta a su club pidió que no se olvidara que, aunque los judíos eran ahora los chivos expiatorios de la nación, muchos de ellos habían dado su sangre por la nación alemana y eran verdaderos patriotas, como lo demostraban sus palabras y hechos.
En noviembre de 1938, mientras regresaba de visitar a unos familiares en Francia, Hirsch sobrevivió a un intento de suicidio. Luego fue internado en el hospital psiquiátrico de Bar-le-Duc, ya que parecía deprimido. Hirsch fue obligado por la Oficina Municipal de Obras Públicas de Karlsruhe a trabajar como obrero en un sitio de demolición. 
Los hijos de Hirsch, Esther y Heinold, considerados "mischlinge" de segundo grado, se vieron obligados a abandonar la escuela en 1938. En 1941 se les exigió llevar la insignia amarilla. En 1942 se divorció de su esposa no judía en un esfuerzo por salvarla a ella y a sus hijos de los nazis. Hirsch, que ahora tenía 50 años fue informado por la Gestapo que tenía que ir a la estación central para un "Arbeitseinsatz" (movilización para el trabajo). Desde allí fue deportado con otros once judíos de Baden el 1 de marzo de 1943 vía la estación central de Stuttgart, Tréveris, Düsseldorf y Dortmund, a Auschwitz-Birkenau, donde llegó el 2 de marzo con otras 1.500 personas. En el registro de entrada del campo de concentración, solo 150 personas de este transporte están anotadas con su nombre, el nombre de Julius Hirsch no aparece allí, por lo que allí se pierde el rastro. La literatura actual asume que todos los judíos no mencionados en estos registros de entrada fueron inmediatamente gaseados. Su última señal de vida es una postal que no fue sellada hasta el 3 de marzo en Dortmund: “Queridos. Llegué bien, todo está bien. Voy a Alta Silesia, todavía en Alemania. Un saludo y besos de vuestro Juller. » No creía que el gobierno le haría daño, ya que había luchado por Alemania en la Primera Guerra Mundial y jugado para el equipo nacional de fútbol de Alemania. Se desconoce la fecha exacta de su muerte. En 1950, un tribunal alemán lo declaró muerto con fecha estipulada del 8 de mayo de 1945, después de cumplir 53 años y después de la liberación del campo por parte del Ejército Rojo en enero de ese año.  En febrero de 1945 sus hijos fueron deportados a Theresienstadt, de donde fueron liberados por el Ejército Rojo en mayo de 1945.

## Legado
- El gimnasio de la escuela secundaria Ludwig-Marum y la Geschwister-Scholl-Realschule en   lleva el nombre de Julius Hirsch.[20]
- Desde 2005, la Federación Alemana de Fútbol otorga el "Julius-Hirsch-Preis" por ejemplos sobresalientes de integración y tolerancia dentro del fútbol alemán.[21][5]

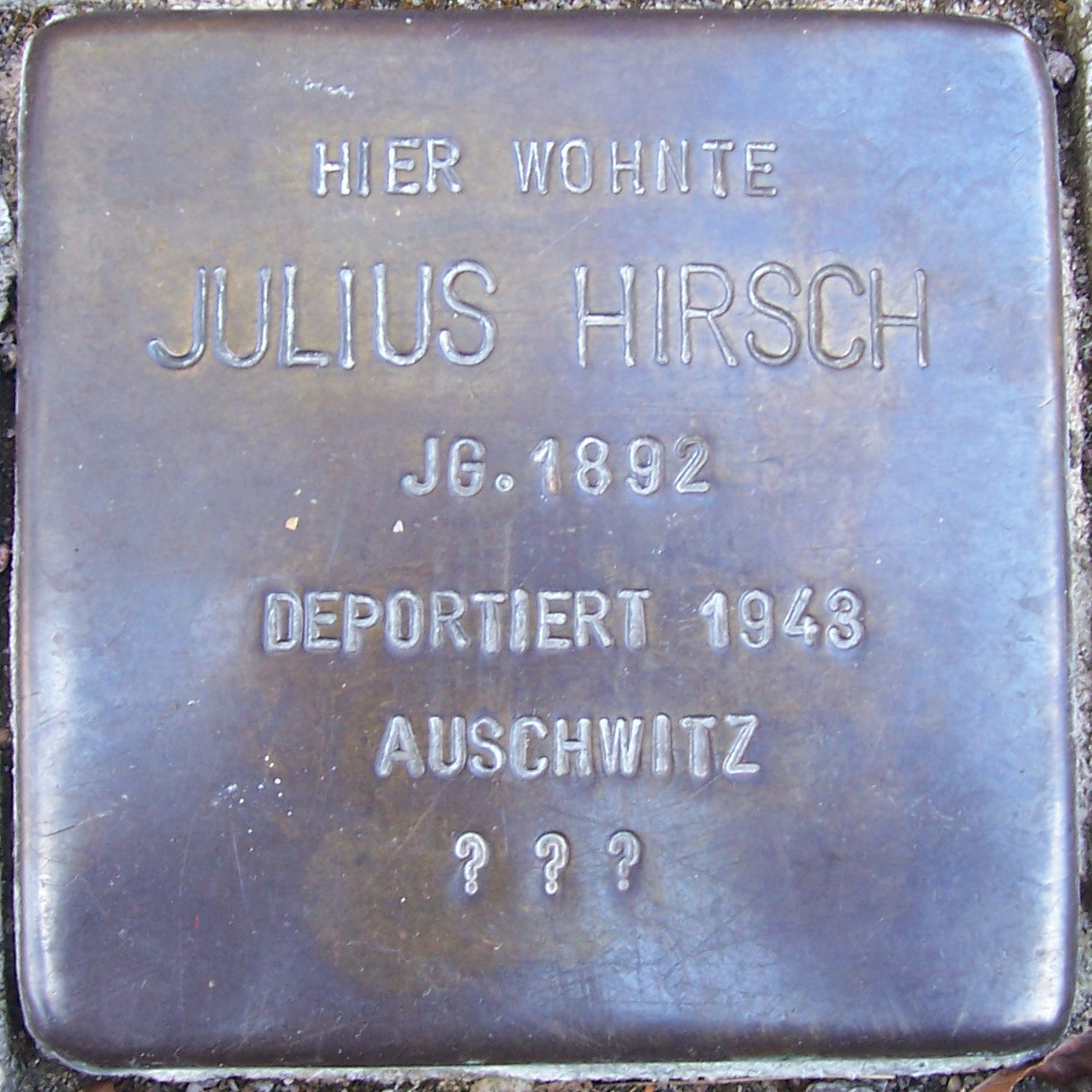

- En el marco del proyecto Stolpersteine, se colocó una placa conmemorativa de Julius Hirsch en la acera junto a la casa en Murgstrasse 7 en el distrito Weiherfeld-Dammerstock de Karlsruhe el 9 de noviembre de 2006.[22]
- El 26 de febrero de 2014, el ayuntamiento de Fürth decidió por unanimidad nombrar un nuevo polideportivo con un gimnasio triple  en honor a Julius Hirsch, que su nieto calificó de "muy apropiado" con referencia al título de campeón alemán ganado 100 años antes por el SpVgg Fürth del que Hirsch era el capitán. El polideportivo Julius Hirsch fue inaugurado en 2017.[23]
- En enero de 2020, el Chelsea Football Club inauguró un mural de Solomon Souza en una pared exterior de la tribuna oeste del estadio Stamford Bridge. El mural es parte de la campaña 'Di no al antisemitismo' del Chelsea, financiada por el propietario -en ese momento- del club, Roman Abramovich. En el mural se incluyen representaciones de los futbolistas Hirsch y Árpád Weisz, que fueron asesinados en el campo de concentración de Auschwitz, y de Ron Jones, un prisionero de guerra británico conocido como el 'Portero de Auschwitz'.[24]